# グレイソン・チャンス
グレイソン・マイケル・チャンス（Greyson Michael Chance、1997年8月16日 - ）は、アメリカ合衆国テキサス州ウィチタフォールズ出身のシンガーソングライターにしてピアニスト。現在はオクラホマ州エドモンド在住。

## 概要
2010年に地元エドモンドの学芸会でレディー・ガガの『パパラッチ』をピアノで弾き語った姿が動画共有サイトYouTubeに投稿されると、その動画は2ヶ月ほどで3000万回の再生回数を突破し、一躍有名になり、マドンナやガガのマネージメントと契約を結ぶと、レーベルelevenelevenを設立。
2017年、ゲイであることをカミングアウトした。
2022年にはアルバム『Palladium』、2023年には新曲「Sex & Other Drugs」を発表。

## 私生活
2020年にはベン・ワトソンとの交際を公にしたが、その後ホモフォビアなコメントが寄せられたことについて、「2020年にもなっても人々はまだホモフォビアなのか？」「そういう人達には僕の曲を聴いたり、ショーに来てほしくない」と反論した。
ベンとの関係が作品制作に影響をもたらしており、新型コロナウィルス感染症の世界的流行で隔離生活を余儀なくされた時も恋愛面には良かったと語った。

## ディスコグラフィ
| 発売年 | アルバム名                                                                        |
| ------ | --------------------------------------------------------------------------------- |
| 2011年 | 『Hold On 'til the Night』 - デビュー・アルバム - レーベル：ゲフィン・レコード    |
| 2019年 | 『Portraits』 - セカンド・アルバム - レーベル：グレイソン・チャンス・ミュージック |
| 2022年 | 『Palladium』 - サード・アルバム - レーベル：ロウリー                             |